# Woodland Cree 228
Woodland Cree 228 är ett reservat i Kanada.   Det ligger i provinsen Alberta, i den centrala delen av landet, 3 000 km väster om huvudstaden Ottawa.
I omgivningarna runt Woodland Cree 228 växer i huvudsak blandskog. Trakten runt Woodland Cree 228 är nära nog obefolkad, med mindre än två invånare per kvadratkilometer.